# Чернозобый дрозд
Чернозобый дрозд, или темнозобый дрозд (лат. Turdus atrogularis),  — вид птиц семейства дроздовых. Подвидов не выделяют.

## Описание
Размерами и пропорциями тела сходен с рябинником, но чуть мельче и стройнее. Масса тела 70—110 г, длина тела составляет 24—27 см.
Самец. От подбородка до груди имеется чёрно-бурое пятно (его цвет варьируется от тёмно-бурого до бархатно-чёрного, могут быть беловатые пестрины). Верх тела буровато-серого цвета, по бокам тела имеются размытые тёмные пестрины. Испод крыльев рыжий, что хорошо заметно у летящей птицы.
Самка. У самки на зобе находится сгущение тёмных пестрин, которые иногда сливаются в относительно сплошной передник, от рябинника отличается однотонной окраской верха, отсутствием выраженных рыжих тонов на нижней стороне тела.
Молодые птицы до конца лета своей окраской похожи на самку, но имеют светлые штрихи на спине, на кроющих перьях крыла находятся светлые каёмки рыжего цвета, на груди и боках находятся тёмные пестрины.

## Голос
Песня неторопливая и довольно изменчивая. Обычно она состоит из громкой свистовой фразы, похожей на короткую трель, часто сильно шепелявую: «цирльль», «цилю», «ци-рюльль», или более сложную — «циль-трия-трия», «ци-ци-вряя-титю», «циивль-цири-цири», «циилъ, циль, циль», «ци-чаррр». В песне обычно наиболее выделяется «цилькающий» слог или его повторение. Самцы поют особенно активно на зоре, а у полярного круга — больше по ночам. Позывки и крики при беспокойстве — различные варианты «циль-циль», «цюк-цюк» и т. п.

## Ареал
Обитает в Сибири на восток до Забайкалья. В Европейской России проходит западная окраина гнездового ареала вида, охватывающая участок горного массива от Северного до Полярного Урала. Зимует в Средней, Центральной и Южной Азии.

## Биология
В места гнездования прилетают в разгар весеннего таяния снега. Птицы населяют различные леса — хвойные и смешанные таёжного типа, сырые, обычно с хорошо развитым подлеском. Гнездо располагаются невысоко на деревьях, пнях, на земле. Они устроены в общем, как у рябинника и других дроздов. Свиты из небольших веточек и травы, древесных лишайников, хвощей, мха. Гнезда имеют выраженную грязевую чашу, лоток выстлан тонкой травой. Гнездо строит самка, но птенцов кормят оба родителя.
В кладке 3-7, обычно 5-6 яиц. Цвет скорлупы голубоватый или зеленоватый с яркими буроватыми или рыжеватыми пятнами. Период насиживания длится 10-12 дней. Птенцы покидают гнездо через 11-13 дней. На зимовку улетают в сентябре или октябре. Птицы питается дождевыми червями, моллюсками и другими беспозвоночными. Охотно едят ягоды по осени и весной (прошлогодние).